# ما راه را روشن می‌کنیم
«ما راه را روشن می‌کنیم» (به انگلیسی: We Light the Way) پنجمین قسمت از فصل اول سریال تلویزیونی درام فانتزی خاندان اژدها از اچ‌بی‌او است که نخستین بار در ۱۸ سپتامبر ۲۰۲۲ پخش شد. عنوان این اپیزود اشاره به شعار خاندان های‌تاور، یکی از خانواده‌های نجیب‌زاده دارد که در این سریال حضور دارد. این قسمت توسط شارمین دگرته نوشته شده و کلر کیلنر کارگردانی آن را بر عهده داشته‌است.
این اپیزود به دلیل جهش زمانی ۱۰ ساله با قسمت بعدی («پرنسس و ملکه»)، آخرین حضور سه بازیگر اصلی را رقم می‌زند: میلی آلکاک در نقش رینیرا تارگرین نوجوان، امیلی کری در نقش آلیسنت های‌تاور نوجوان، و تئو نیت در نقش لِنور ولاریون نوجوان؛ نقش‌های رینیرا، آلیسنت و لِنور در بزرگسالی در قسمت‌های بعدی به ترتیب توسط اما دآرسی، اولیویا کوک و جان مک‌میلان به تصویر کشیده می‌شوند. این همچنین نشان‌دهندهٔ تنها حضور ساوانا استین در نقش لینا ولاریون نوجوان است که نوا فوئیلیس-موس او را در قسمت‌های اول و دوم به عنوان یک کودک کوچکتر به تصویر کشید؛ نسخهٔ بزرگسال در ادامه توسط نانا بلوندل به تصویر کشیده می‌شود.
این اپیزود عموماً نقدهای مثبتی دریافت کرده‌است و منتقدان عملکرد کری و گفتگوی لِنور و رینیرا در دریفت‌مارک را ستایش کردند.

## داستان
در وِیل، دیمون تارگرین (مت اسمیت) همسر جداشدهٔ خود، لیدی رئا رویس (ریچل ردفورد) را به قتل می‌رساند و مرگ او را یک حادثهٔ شکار می‌داند.
پادشاه ویسریس (پدی کانسیداین) و پرنسس رینیرا (میلی آلکاک) با پیشنهاد ازدواج بین رینیرا و لنور (تئو نیت)، پسر لرد کورلیس (استیو توسان)، به دریفت‌مارک می‌روند تا روابط بین خاندان تارگرین و خاندان ولاریون را ترمیم بخشد. رینیرا همجنس‌گرایی لِنور را درک می‌کند و پیشنهاد یک ازدواج باز را مطرح می‌کند که در آن آن‌ها وظایف سلطنتی خود را برای تولید وارث انجام می‌دهند و در عین حال برای داشتن معشوق آزاد می‌مانند. بعداً، سِر کریستون کول (فابین فرانکل) پیشنهاد می‌کند که رینیرا تاج‌وتخت را رها کند و با او به اِسوس فرار کند. رینیرا قبول نمی‌کند، اما به او می‌گوید که رابطه‌شان می‌تواند همین‌طور که هست باقی بماند. کریستون با عصبانیت آنجا را ترک می‌کند و می‌گوید که رینیرا از او به عنوان یک فاحشه استفاده کرده‌است.
پیش از ترک کینگز لندینگ، سِر اتو هایتاور (ریس ایفانز) به آلیسنت (امیلی کری) هشدار می‌دهد که اگر رینیرا ملکه شود، فرزندان آلیسنت در خطر خواهند بود و این یک تهدید سیاسی برای رینیرا است. لریس استرانگ (متیو نیدهم) به آلیسنت می‌گوید که یک «چای» سقط‌کننده به رینیرا داده‌است. او کریستون را احضار می‌کند تا از او در مورد اتهامات رابطهٔ جنسی بین رینیرا و دیمون بازجویی کند. کریستون با سوءتفاهم، مضطرب می‌شود و اعتراف می‌کند که با شاهزاده‌خانم خوابیده‌است. او انتظار مجازات شدید را دارد، اما آلیسنت فقط به او دستور خروج می‌دهد و اطلاعات را محرمانه نگه می‌دارد.
در جشنی که به منظور جشن عروسی آتی رینیرا و لِنور برگزار می‌شود، آلیسنت با پوشیدن لباس سبز—رنگ علامت خاندان های‌تاور برای فراخوان حمله—سخنرانی پادشاه را با ورود به سالن قطع می‌کند. عمویش، لرد هوبرت (استفان رودری)، به او اطمینان می‌دهد که از حمایت سیاسیِ کامل برخوردار خواهد شد.
دیمون به‌طور غیرمنتظره‌ای در جشن شرکت می‌کند. سِر جرولد رویس (اوون اوکشات) او را به قتل لیدی ریا متهم می‌کند. دیمون این اتهام را رد می‌کند و می‌گوید که انتظار دارد زمین‌ها و عنوان همسر مرحومش را به ارث ببرد. دیمون با لانا (ساوانا استین)، دختر کورلیس، معاشقه می‌کند و به‌خاطر تمایل او برای ازدواج با لِنور، به‌طور خصوصی با رینیرا روبرو می‌شود. رینیرا از دیمون می‌خواهد که او را به دراگون‌استون ببرد تا همسرش شود.
در همین حال، معشوقهٔ لِنور، سر جافری لونموث (سالی مک‌لئود)، متوجه می‌شود که کریستون معشوقهٔ رینیرا است و به او نزدیک می‌شود و پیشنهاد می‌کند که همه از رازهای یکدیگر محافظت کنند. کریستون نظر جافری را باج خواهی می‌داند. او به دلیل احساس گناه و عصبانیت، به طرز وحشیانه‌ای جافری را تا سر حد مرگ کتک می‌زند و جشن را به پایانی فاجعه‌بار می‌رساند. رینیرا و لِنور برای جلوگیری از رسوایی‌های بیشتر در مراسمی خصوصی با هم ازدواج می‌کنند و ویسریس بلافاصله پس از آن غش می‌کند.
کمی بعد، سِر کریستون قصدِ خودکشی برای حفظ آبرو دارد اما با حضور آلیسنت اقدام خود را متوقف می‌کند.

## بازخورد

### رتبه‌بندی
حدود ۱٫۸۳ میلیون بیننده «ما راه را روشن می‌کنیم» را در اولین پخش آن از اچ‌بی‌او در ۱۸ سپتامبر ۲۰۲۲ تماشا کردند.

### پاسخ انتقادی
در وبسایت بازبینی‌خوانی راتن تومیتوز، ۸۶٪ از ۱۰۳ بررسی منتقدین مثبت است و این قسمت میانگینِ امتیاز ۷٫۵/۱۰ را در اختیار دارد. اجماع این وبسایت چنین می‌نویسید: «با وفاداری به قانون وستروسی مبنی بر اینکه هیچ عروسی طبق برنامه پیش نمی‌رود، «ما راه را روشن می‌کنیم» نقطهٔ میانی نگران‌کننده‌ای برای خاندان اژدها است که با خشونتی تکان‌دهنده و ملکه آلیسنت که جایگاه خودش را به دست می‌آورد، مشخص می‌شود.»
این قسمت امتیاز ۵ از ۵ ستاره را از مایکل دیکن از دیلی تلگراف، ۴ از ۵ ستاره از مالی ادواردز از گیمزریدار+ و ۳ از ۵ ستاره از الک بوجلاد از دن آف گیک را دریافت کرد، و همچنین درجه «B-» از جنا شرر از ای.وی. کلاب، و نمرهٔ «خوب» ۷ از ۱۰ توسط هلن اوهارا از آی‌جی‌ان را کسب کرد. دیکن در نقد خود، این اپیزود را «اکشن‌ترین و بهترین قسمت تا به امروز» نامید و از پیشرفت شخصیت رینیرا تمجید کرد. ادواردز نوشت: «ما از نیمه راه فصل اول خاندان اژدها عبور کرده‌ایم، و اکنون به بخش‌های آخر قسمت‌ها وارد می‌شویم؛ خطوط نبرد ترسیم شده‌اند [...] تخته برای جنگ‌های آینده تنظیم شده‌است – و خاندان افسانه‌ای تارگرین شکننده‌تر از همیشه است»؛ او در ادامه از عملکرد کری تمجید کرد. بوجلاد از شخصیت‌پردازی سِر کریستون کول در این قسمت انتقاد کرد، اما گفتگوی بین رینیرا و لِنور در دریفت‌مارک را تحسین کرد. اوهارا در بررسی خود نوشت: «اپیزود این هفته دوباره پرحرف بود، اما اپیزودی بود که اختلافات در خاندان تارگرین را بیشتر آشکار می‌کند [...] اما اجراهای عالی، به‌ویژه از سوی میلی آلکاک و امیلی کری در پایان شگفت‌انگیزشان، آن را جالب نگه می‌دارد».